# Uraveli
Uraveli (georgiska: ურაველი) är ett vattendrag i Georgien. Det ligger i regionen Samtsche-Dzjavachetien, i den centrala delen av landet, 150 km väster om huvudstaden Tbilisi. Uraveli mynnar som vänsterbiflod i Kura (Mtkvari).